# Фогль, Йожеф
Йожеф Фогль (венг. Fogl József; 14 августа 1897, Уйпешт, Транслейтания — 6 февраля 1971, Будапешт) — венгерский футболист, игравший на позиции защитника. Известен по выступлениям за клуб «Уйпешт», а также национальную сборную Венгрии. Является самым молодым из братьев-футболистов Фогль, поэтому часто именуется как Фогль III.

## Клубная карьера
Всю карьеру провел в клубе «Уйпешт». В линии защиты команды выступал старший брат Йожефа — Карой Фогль. Их знаменитый дуэт называли Фогль-барьер или Фогль-застава (венг. Fogl-gát Fogl-gát — дословно Фогль-плотина), отмечая таким образом его надежность и непроходимость. Братья Фогль идеально дополняли друг друга, играли очень слаженно, понимая друг друга с полуслова. Некоторое время Йожеф находился в тени звездного брата, и после завершения им карьеры, подтвердил свой уровень футболиста мирового класса. Перенял от брата капитанскую повязку, к тому же, сумел превзойти по количеству добытых трофеев.
В течение 20-х годов «Уйпешт» тщетно пытался остановить в Венгрии гегемонию клубов МТК и «Ференцварош». На счету Йожефа Фогля три вторых места чемпионата и пять третьих. Также футболист четыре раза выступал в финалах кубка страны, каждый раз уступая МТК или «Ференцварошу» (по два раза каждой из команд). В финальном матче кубка 1922 года между «Уйпештом» и «Ференцварошем», закончившимся ничьей 2:2, Йожеф Фогль был удалён с поля на 75-й минуте, из-за чего пропустил переигровку, завершившуюся поражением его команды со счетом 0:1.
Трофеи «Уйпешт» начал приобретать в 1929—1931 годах. Под руководством тренера Лайоша Баня и капитана Йожефа Фогля были добыты первый в истории чемпионских титула, а также два престижных международных трофея — Кубок Митропы и Кубок Наций. В чемпионате Венгрии команда одержала свою первую победу в 1930 году, опередив на два очка «Ференцварош». Йожеф Фогль сыграл во всех 22 матчах сезона. Причастен к этой победе и брат Карой Фогль, сыгравший в одном матче. Также ведущими игроками этой команды были Иштван Авар, Габор Сабо, Ференц Боршаньи, Иллеш Шпитц, Альберт Штрёк и другие. Через год клуб сумел отстоять титул, опередив на пять очков МТК. На счету Йожефа 19 поединков.
В Кубке Митропы «Уйпешт» преуспел в 1929 году. На пути к финалу команда прошла пражскую «Спарту» (6:1 и 0:2 с удалением Йожефа Фогля на 61-й минуте) и венский «Рапид» (2:1, 2:3 и 3:1 в переигровке в дополнительное время благодаря хет-трику главного бомбардира команды Иштвана Авара). В финале «Уйпешт» переиграл другую чешскую команду — «Славию». Уже в первом матче венгерский клуб получил весомое преимущество 5: 1, а в ответном матче удовлетворился ничьей 2:2. Всего в Кубке Митропы на счету Йожефа Фогля в течение 1927—1932 годов 12 матчей и два забитых мяча (оба с пенальти в матче со «Славией» в 1927 году).
«Уйпешт» и «Славия» через год снова встретились в финале ещё одного международного турнира — Кубка Наций. Эти соревнования состоялись в Женеве во время проведения Чемпионата мира в Уругвае. В них принимали участие чемпионы или обладатели кубков большинства ведущих в футбольном плане континентальных стран Европы. «Уйпешт» поочерёдно переиграл испанский «Реал Унион» (3:1), нидерландский «Гоу Эгед» (7:0), швейцарский «Серветт» (3:0) и пражскую «Славию» в финале (3:0).

## Выступления за сборную
7 ноября 1920 года дебютировал в официальных матчах в составе национальной сборной Венгрии в игре против сборной Австрии (1:2). Во второй раз был вызван в июле 1922 года, после чего играл в команде регулярно.
Был в заявке сборной на Олимпийских играх 1924 в Франции, но на поле не выходил. Участвовал в матчах первого розыгрыша Кубка Центральной Европы, турнира, традиционно проводился между сборными Италии, Австрии, Швейцарии, Чехословакии, Венгрии.
Всего сыграл за сборную 38 матчей в 1920—1930 годах. 26 матчей из 27 первых Йожеф Фогль провёл в паре с братом Кароем Фоглем. В 1928 году принял у него капитанскую повязку.

## Достижения
- Обладатель Кубка Митропы: 1929
- Чемпион Венгрии (2): 1929/30, 1930/31
- Серебряный призёр Чемпионата Венгрии (3): 1920/21, 1922/23, 1926/27
- Бронзовый призёр Чемпионата Венгрии (5): 1918/19, 1921/22, 1923/24, 1927/28, 1928/29
- Финалист Кубка Венгрии (4): 1922, 1923, 1925[5], 1927
- Обладатель Кубка Наций 1930